# Silver Age (album)
Silver Age je desáté sólové studiové album amerického hudebníka Boba Moulda. Vydáno bylo v září roku 2012 společností Merge Records a jeho producentem byl Mould. Vedle něj se na nahrávce podíleli dva další hudebníci: baskytarista Jason Narducy a bubeník Jon Wurster. Album se umístilo v několika hitparádách časopis Billboard. V hlavní hitparádě Billboard 200 na 52. příčce, v žebříčku nezávislých alb na třinácté, v žebříčku moderních rockových/alternativních alb na dvanácté a v žebříčku nejlepších rockových alb na devatenácté.

## Seznam skladeb
Autorem všech skladeb je Bob Mould.
1. „Star Machine“ – 3:25
2. „Silver Age“ – 3:02
3. „The Descent“ – 3:55
4. „Briefest Moment“ – 3:18
5. „Steam of Hercules“ – 4:17
6. „Fugue State“ – 3:33
7. „Round the City Square“ – 4:04
8. „Angels Rearrange“ – 3:16
9. „Keep Believing“ – 4:25
10. „First Time Joy“ – 4:53

## Obsazení
- Bob Mould – zpěv, kytara, klávesy
- Jason Narducy – baskytara
- Jon Wurster – bicí